# Wojciech Kudlik
Wojciech Edward Kudlik (Nowy Sącz, 5 de enero de 1954) es un deportista polaco que compitió en piragüismo en la modalidad de eslalon. Ganó seis medallas en el Campeonato Mundial de Piragüismo en Eslalon entre los años 1975 y 1981.

## Palmarés internacional
| Campeonato Mundial | Campeonato Mundial  | Campeonato Mundial | Campeonato Mundial |
| Año                | Lugar               | Medalla            | Competición        |
| ------------------ | ------------------- | ------------------ | ------------------ |
| 1975               | Skopie (Yugoslavia) | Medalla de plata   | C2 individual      |
| 1975               | Skopie (Yugoslavia) | Medalla de bronce  | C2 por equipos     |
| 1977               | Spittal (Austria)   | Medalla de bronce  | C2 por equipos     |
| 1979               | Jonquière (Canadá)  | Medalla de oro     | C2 por equipos     |
| 1979               | Jonquière (Canadá)  | Medalla de bronce  | C2 individual      |
| 1981               | Bala (Reino Unido)  | Medalla de plata   | C2 por equipos     |